# Reliance Infrastructure
Reliance Infrastructure, раніше Reliance Energy та Bombay Suburban Electric Supply — публічна індійська електроенергетична компанія, підрозділ Reliance Anil Dhirubhai Ambani Group. Головним акціонером та керівником компанії є Аніл Амбані. Компанія займається виробництвом електроенергії та її постачанням споживачам у Мумбаї та інших районах штату Махараштра, штатах Ґоа і Уттар-Прадеш та місті Делі.